# محاصره ایوامورا
محاصره قلعه ایوامورا (انگلیسی: Siege of Iwamura Castle) یک رویداد نظامی است که در سال ۱۵۷۲ در ژاپن رخ داد.